# Shanguy
Shanguy est un groupe de musique électronique italien composé du producteur italien NRD1 et de la chanteuse Shady Fatin Cherkaoui, dite Shibui. Chantant surtout en français, ils s'exportent à travers toute l'Europe et jusqu'en Russie. Le groupe a également connu le succès dans les classements Spotify et iTunes en République tchèque, au Danemark, en Pologne et en Hongrie.

## Biographie
Shanguy est formé en 2017 et est composé à l'origine des DJ italiens NRD1 et Frank 'O Moiraghi, et du chanteur français Eon Melka. Leur titre La Louze est un premier succès, avec plus de 30 millions de vues sur les plates-formes web (grâce notamment à un second clip tourné par Loïc Grandin au « Badaboum » à Paris), et un premier disque de platine. L'année suivante, King of the Jungle réitère l'exploit, avec 65 millions de vues sur YouTube et un disque d'or.
En 2019, à la suite du départ du groupe d'Eon Melka et de Frank 'O Moiraghi, NRD1 s'associe à la chanteuse italo-marocaine Shady Fatin Cherkaoui, plus connue sous le pseudonyme de Shibui, qui devient la nouvelle membre du groupe Celui-ci sort en 2019 le nouveau tube Toukassé, puis en 2020 Désolée (Paris/Paname) (sur des paroles de Niki Demiller), qui se classe premier dans plusieurs pays et est certifié double disque de platine à l'échelle mondiale, avec plus de 16 millions de vues sur YouTube.
En 2020, le groupe sort le titre Back to Life. En novembre 2020, il sort le single Dalida en collaboration avec le duo de DJ Marnik. Le 26 février 2021, il sort le single Kalima Minou avec le producteur et DJ Mark Neve.

## Discographie

### Shanguy

#### Singles
| Année | Titre                                                      | Meilleure position | Meilleure position | Meilleure position | Meilleure position | Certifications  |
| Année | Titre                                                      | FRA                | POL (Airplay)      | RUS                | UKR                | Certifications  |
| ----- | ---------------------------------------------------------- | ------------------ | ------------------ | ------------------ | ------------------ | --------------- |
| 2017  | La Louze                                                   | 64                 | 1                  | 12                 | 191                | - POL : platine |
| 2018  | King of the Jungle                                         | –                  | 1                  | 20                 | 349                | - POL: or       |
| 2019  | Toukassé                                                   | –                  | 2                  | 32                 | 29                 |                 |
| 2020  | Désolée (Paris/Paname)                                     | –                  | 1                  | 86                 | 235                |                 |
| 2020  | Back to Life                                               | –                  | 12                 | –                  | –                  |                 |
| 2020  | Bang Bang                                                  | –                  | –                  | –                  | –                  |                 |
| 2020  | Oops (Go Back to Your Ex) (avec Paolo Pellegrino & N.F.I.) | –                  | –                  | 12                 | 604                |                 |
| 2020  | Dalida (avec Marnik)                                       | –                  | –                  | 136                | –                  |                 |
| 2021  | Kalima Minou (avec Mark Neve)                              | –                  | 1                  | –                  | 181                |                 |
| 2021  | Dernière Danse (avec Yves V & Axel Cooper)                 | –                  | –                  | –                  | –                  |                 |
| 2021  | C'est la Vie (avec Holy Molly)                             | –                  | –                  | 501                | 156                |                 |
| 2022  | Lava                                                       | –                  | 26                 | 30                 | 483                |                 |
| 2023  | Creatures of the Night                                     | –                  | –                  | 357                | –                  |                 |

#### Remixes
- 2019 : Viki Gabor - Time (Shanguy Remix)

### NRD1

#### Singles
- 2012 : I Follow Rivers (feat. Sarah)
- 2013 : Music Is the Answer (avec Luca G)
- 2014 : Forever (feat. Dollarman & Makedah & Shatike)
- 2014 : Still Be the One (feat. Cozi)
- 2015 : Typhoon
- 2015 : Eleven
- 2016 : Needer
- 2016 : Cuaba
- 2016 : No Regrets
- 2020 : All Good Things (Come to an End)
- 2020 : Melodia Remix
- 2020 : Release Me (avec Santo)
- 2021 : Summer Jam (avec Renomty)
- 2021 : Another Day in Paradise (feat. Sushy)
- 2022 : We Can Fight (A Fistful of Dollars) (avec Tava)
- 2022 : Oh No (avec Tava)
- 2023 : Moliendo Café (avec Jude & Frank feat. Cumbiafrica)
- 2023 : Mambo Italiano
- 2023 : Pedro
- 2023 : Music

#### Remixes
- 2013 : Besford & Mr V feat. Michelle - Crank It Up (NRD1 Remix)
- 2013 : Quiller - I Wanna Die Making Love (NRD1 Remix)
- 2013 : Free Deejays - Mi Ritmo (NRD1 Remix)
- 2014 : Soriani & D'Ambra feat. Clementino - L'urlo di Tarzan (NRD1 Remix)
- 2015 : NRD1 feat. Dollarman & Makedah & Shatike - Forever (NRD Re-construction Remix)
- 2015 : Merdan Taplak feat. Georgie Liz - Run Through the Night (NRD1 & Chris Bowl Remix)
- 2015 : Fan feat. Nicktart - Raptured in Blue (NRD1 Remix)
- 2016 : Outwork feat. Mr Gee - Move (NRD1 Remix)
- 2016 : Marc Mysterio - Be The Truth (NRD1 Remix)
- 2020 : Shanguy - Désolée (Paris/Paname) (NRD1 Remix)
- 2020 : Sanah - Szampan (NRD1 Remix)
- 2020 : Inna - Not My Baby (NRD1 From Shanguy Remix)
- 2020 : Shanguy - Toukassé (NRD1 Remix 2020)
- 2020 : Shanguy - Back to Life (NRD1 & Parkah & Durzo Remix)
- 2021 : Holy Molly & Shanguy - C'est la Vie (NRD1 Remix)
- 2023 : Panzer Flower feat. Michael & Musyca Children's Choir - I Wish (NRD1 Remix)

### Shibui

#### Singles
- 2017 : Stay Home (sous Shady)
- 2017 : Je n'ai Marre (sous Shady)
- 2020 : Life Is One (Ludovica Pagani & Stefy De Cicco feat. Shibui)
- 2021 : Superman (VINAI & Paolo Pellegrino feat. Shibui)
- 2021 : Lovin' At the Speed of Light (Andrea Zelletta feat. Shady)
- 2021 : Destiny (I.O.U.) (Wisekids & Paolo Pellegrino feat. Shibui)
- 2021 : Paris (Mariana Bo feat. Shibui)
- 2022 : Hurricane (Blasterjaxx & Prezioso & Lizot feat. Shibui)
- 2022 : I Don't Wanna Go to School (Alex Pizzuti feat. Shibui)
- 2022 : Raindrop (Marnik & Harris & Ford feat. Shibui)
- 2022 : Halo (Prezioso & Harris & Ford feat. Shibui)
- 2022 : Kings & Queens (Boris Way feat. Shibui)
- 2022 : Bounce Around (Prezioso & Lizot & Paolo Pellegrino & Lotus feat. Shibui)
- 2023 : Superstar (avec Stefy De Cicco & Andrea Zelletta)
- 2023 : Drink and Shout (avec Prezioso & Vini Vici)
- 2023 : Dooh Dooh (Stereo Sound) (avec Lizot & Barcode Brothers)
- 2023 : Kima Che (avec Prezioso & Stefy De Cicco)
- 2023 : If You Had My Love (avec Stefy De Cicco & Andrea Zelletta)
- 2023 : I Follow Rivers (avec Prezioso)
- 2023 : Not a Secret (avec Prezioso & Alex Pizzuti)
- 2023 : Adeste Fideles (avec Sonny Wern & SMVGGLERS)
- 2024 : Spiritum (avec Vini Vici & Maddix)